# Toad in the hole

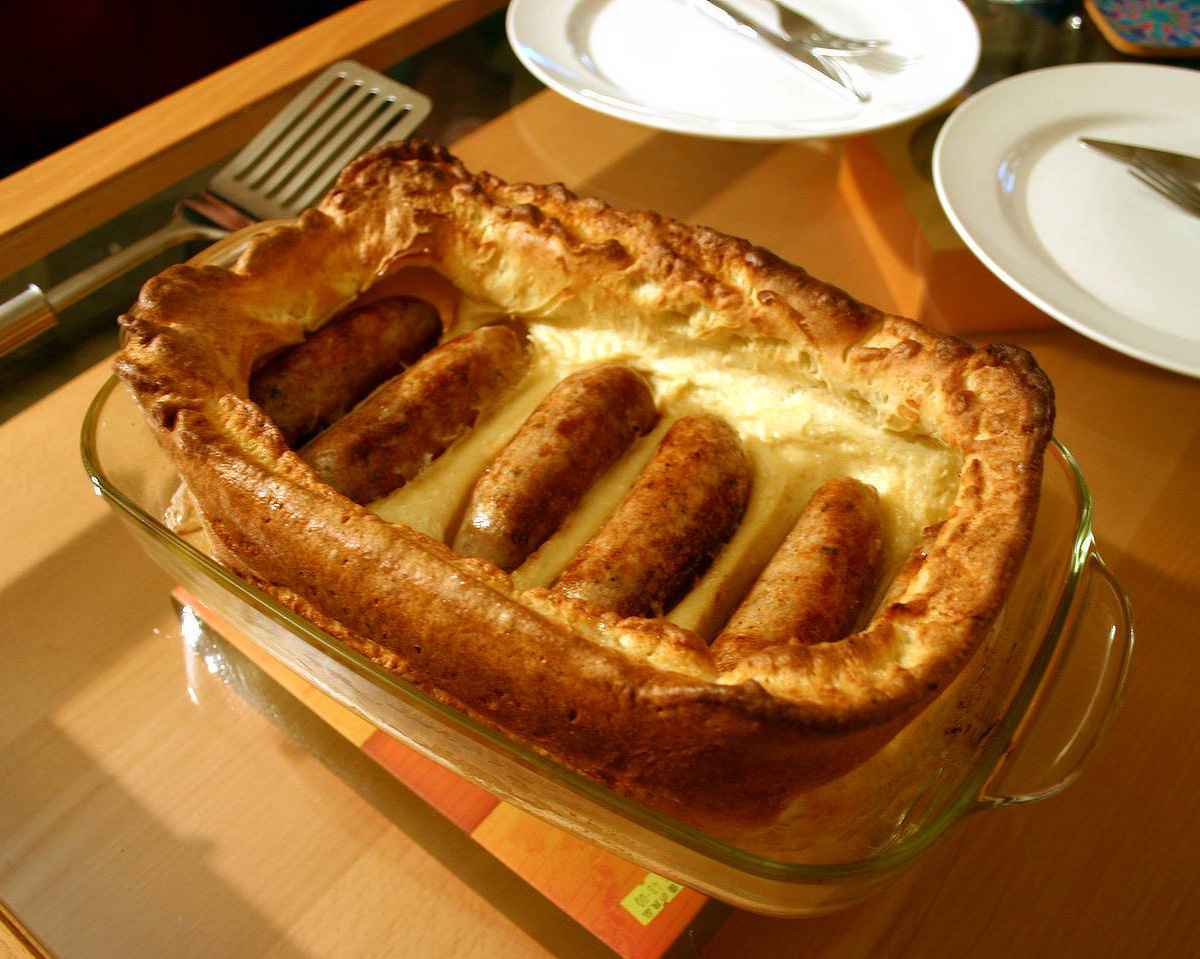
Toad in the hole

Toad in the hole (wörtlich „Kröte im Loch“) ist ein traditionelles Gericht der englischen Küche. Es besteht aus Bratwürsten, die in einem Eierteig, vergleichbar dem von Yorkshire-Pudding, im Ofen gebacken werden.
Zur Zubereitung werden zuerst die Würste in einer Pfanne angebraten und ein Eierkuchenteig aus Mehl und Backpulver (in England gemischt als Self raising flour erhältlich), Milch, Eiern und Fett hergestellt. Der Teig wird in eine gefettete feuerfeste Form gegeben, die Würste und eventuell noch gedünstete Zwiebelringe werden hineingelegt und alles gebacken, bis der Teig aufgegangen ist und eine goldbraune Kruste hat.
Serviert wird Toad in the hole meist mit Beilagen wie Kartoffelpüree und gedünsteten Erbsen sowie Senf oder einer dunklen, gebundenen Bratensauce (Gravy).